# Unia Krapkowice
KS Unia Krapkowice – polski klub piłkarski z siedzibą w Krapkowicach, powstały w 1946 roku. Od 2014 po fuzji Unii i Otmętu Krapkowice występuje również pod nazwą KS Krapkowice. Oba kluby występowały w III lidze (obecnie II liga). Klub składa się z dwóch drużyn seniorskich, juniorów młodszych oraz trampkarzy.